# Beromünster
Beromünster é uma comuna da Suíça, no Cantão Lucerna. Em 2017 possuía 6.478 habitantes. Estende-se por uma área de 6,30 km², de densidade populacional de 153,8 hab/km². Confina com as seguintes comunas: Aesch, Beinwil am See (AG), Ermensee, Gunzwil, Menziken (AG), Mosen, Neudorf.
A língua oficial nesta comuna é o Alemão.